# Saint-Marcel (stacja metra)
Saint-Marcel – stacja linii nr 5 metra  w Paryżu. Stacja znajduje się w 13. dzielnicy Paryża. Została otwarta 2 czerwca 1906 r.